# فیزیک

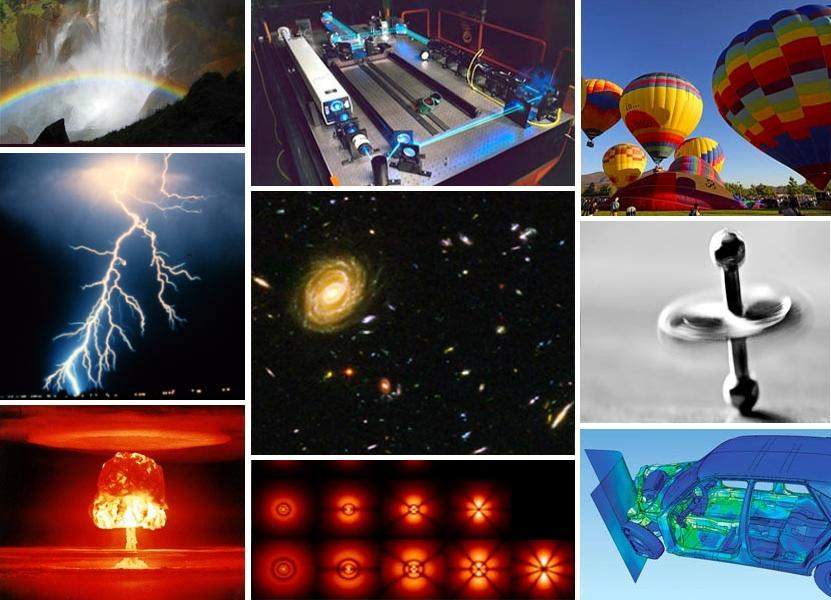
نمونه‌های متفاوت از پدیده‌های فیزیکی

فیزیک یا طبیعیات (به زبان یونانی به معنای طبیعت و φυσικῆ، «دانش طبیعت») علوم طبیعی مطالعهٔ ماده، حرکت و رفتار آن در فضا-زمان و جستارهای مرتبط انرژی و نیرو است. در کل، فیزیک علم قوانین حاکم بر طبیعت است و هدف اصلی آن درک چگونگی رفتار جهان می‌باشد. فیزیک از مفاهیمی مانند انرژی، نیرو، جرم، بار الکتریکی (چارچ الکتریکی)، جریان الکتریکی، میدان الکتریکی، الکترومغناطیس، فضا، زمان، فضا-زمان، اتم و نورشناسی استفاده می‌کند. در کل می‌توان گفت فیزیک یکی از قدیمی‌ترین علوم طبیعی است که به مطالعه خود طبیعت می‌پردازد و وظیفه اصلی آن تربیت افرادی است که بتوانند با تصرف در طبیعت، به شناخت دقیق‌تری از آن برسند. همچنین فیزیک یکی از اساسی‌ترین رشته های علمی است.
فیزیک؛ یکی از جدیدترین و جامع‌ترین علوم طبیعی است و شاید قدیمی‌ترین مبحث آن را بتوان اخترشناسی نامید. مدارکی وجود دارد که نشان می‌دهد هزاران سال پیش از میلاد مسیح، اقوامی همچون سومری‌ها و همچنین اقوامی در مصر باستان و اطراف سند تحقیقات و درک پیشگویانه‌ای (گمانه‌زنی‌هایی) از حرکت خورشید، ماه و ستارگان داشته‌اند. در طی دو هزار سال اخیر، فیزیک، شیمی، زیست‌شناسی و بخش‌های مشخصی از ریاضیات به عنوان بخش‌هایی از دانش فلسفه طبیعی شناخته می‌شدند اما در طی انقلاب علمی در قرن هفدهم، با تلاش مستقلانه دانشمندان هر یک از این علوم، به عنوان رده‌هایی مشخصی از دانش شناخته شدند. به دانشمندی که در علم فیزیک متخصص شده، فیزیک‌دان می‌گویند. فیزیک با خیلی از حوزه‌های پژوهشی میان رشته‌ای، همچون بیوفیزیک و شیمی کوانتوم نقطه اشتراک دارد و درواقع مرزهای دانش فیزیک به‌طور دقیق مشخص نشده‌اند. ایده‌های جدید در فیزیک اغلب به توضیح سازوکارهای بنیادی که توسط علوم دیگر مطالعه شده‌اند، می‌پردازد و مسیرهای تحقیقاتی جدیدی را برای این علوم دارای ارتباط مستقیم با فیزیک (همچون اصول ساختار مولکولی در شیمی) یا حتی علوم دیگر مثل ریاضیات و فلسفه باز می‌کند. پیشرفت در فیزیک اغلب پیشرفت در فناوری را نیز قادر می‌سازد. برای مثال، پیشرفت در درک مفاهیم الکترومغناطیس، فیزیک نیمه هادی‌ها و فیزیک هسته‌ای به‌طور مستقیم منجر به توسعه محصولات جدیدی شد که به طرز چشمگیری جامعه امروزه را متحول کرد. از قبیل این محصولات می‌توان تلویزیون، کامپیوتر، لوازم خانگی برقی (بزرگ) و بمب هسته‌ای را نام برد. پیشرفت در ترمودینامیک منجر به توسعه صنعتی‌سازی شد. ویا پیشرفت در مکانیک، پیشرفت در علم جبر ریاضیات (حساب دیفرانسیل و انتگرال) را باعث شد (به علت نیاز استفاده آن در علم مکانیک).

## پیشینه
واژه فیزیک ریشه در کلمه φυσική (ἐπιστήμη) در زبان یونانی باستان دارد که بعد ترجمه شدن به رومی تبدیل به: physikḗ (epistḗmē) شد که به معنای «دانش طبیعت» می‌باشد. 

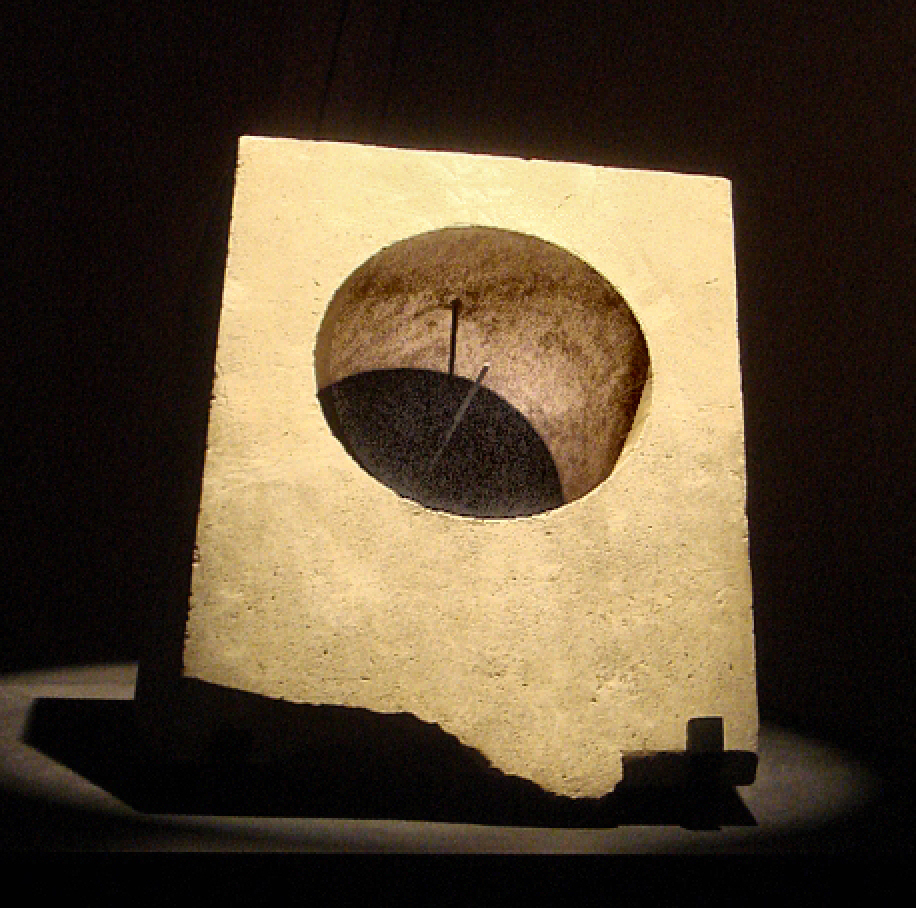
ساعت آفتابی- استوایی یونانی، در Alexandria on the Oxus، آی خانم امروزی در شمال افغانستان، قرن دوم تا سوم قبل از میلاد مسیح

### اخترشناسی در دوران باستان
اخترشناسی از قدیمی‌ترین دانش‌های علوم طبیعی است. در دوران باستان، در اولین تمدن‌ها در حدود ۳۰۰۰ سال پیش از میلاد مسیح همچون سومری‌ها، مصر باستان، تمدن دره سند، انسان‌ها دانشی پیش‌بینی کننده و مبتدیانه از طرز حرکت خورشید ماه و بعضی ستارگان داشتند. در آن زمان، اعتقاد اشتباهی وجود داشت که خورشید و بعضی سیارات خدا هستند که اغلب به همین علت پرستش می‌شدند. با اینکه در آن موقع توضیح علت حرکت مکان ستاره‌های مشاهده شده در آسمان غیرعلمی و بدون هیچ‌گونه مدرکی بود اما همین مشاهده‌ها پایه‌های علم اخترشناسی را ایجاد کرد؛ زیرا متوجه شده بودند که ستاره‌ها در دایره بزرگ (فلک) پیمایش می‌کنند. که البته برای توجیه حرکت سیارات اشتباه بود.

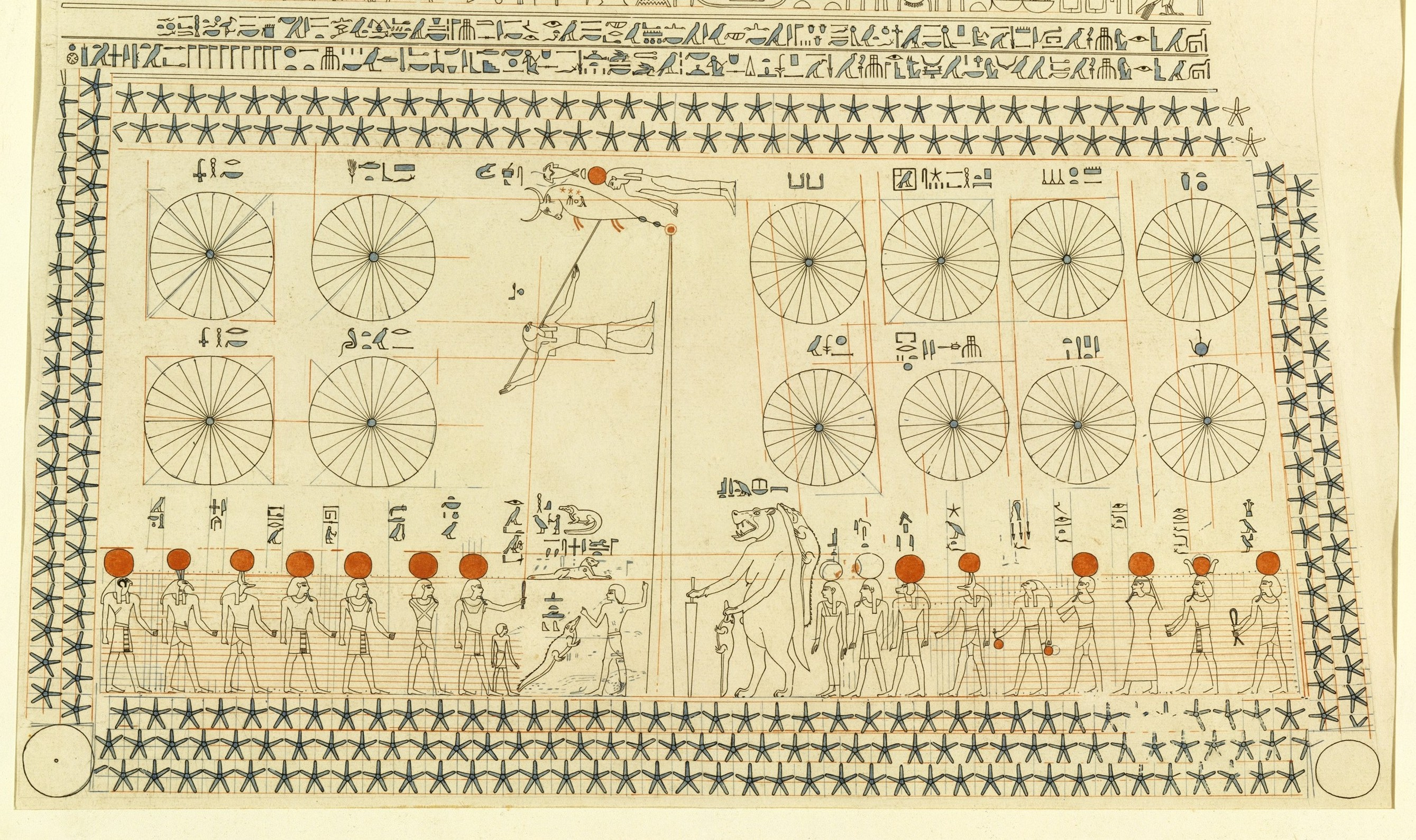
دانش بالای اخترشناسی در تمدن مصر باستان، در اثرهای تاریخی آنان به‌طور کامل مشهود است به عنوان مثال، می‌توان به تزیینات سقف مقبره سنموت از دودمان هجدهم مصر اشاره کرد.

طبق نظر اسگر آبو، ریشه اخترشناسی غربی را می‌توان در بین‌النهرین یافت. همچنین تمام تلاش غربی‌ها در علوم دقیقه (علومی با دقت کامل در نتایج و بدون خطا همچون ریاضی) ریشه در اخترشناسی بابلیان در بین‌النهرین دارد. از اخترشناسان مصر باستان لوح‌های تاریخی به جا مانده است که نشان دهنده دانش و آگاهی بالای آنان از صور فلکی و حرکت اجرام آسمانی می‌باشد. این در حالیست که هومر شاعر یونایی دربارهٔ اجرام آسمانی متفاوتی در ایلیاد و اُدیسه خود نوشته است که بعدها اخترشناسان یونانی برای اکثر صور فلکی قابل مشاهده از نیمکره شمالی زمین از جمله اجرام مورد اشاره هومر، اسم گذاشتند که حتی تا امروز نیز از این اسم‌ها استفاده می‌شود.

### فلسفهٔ طبیعی
فلسفه طبیعی ریشه در یونان و در دوران یونان کهن دارد (از ۶۵۰ تا ۴۵۰ قبل از میلاد مسیح) وقتی که دانشمندان پیشاسقراطی همچون تالس دلایل غیرطبیعی را برای پدیده‌های طبیعت رد کردند و بیان داشتند که هر اتفاقی دلیلی طبیعی دارد. آنها ایده‌هایی را در نظر داشتند که با دلیل یا مشاهده اثبات شده بود و درستی بسیاری از فرضیه‌های آنان بعدها در پژوهش‌های مختلف آزموده شد. برای مثال، اثبات درستی مکتب اتم گرایی، در حدود ۲۰۰۰ سال پس از پیشنهاد شدن آن توسط لئوکیپوس و شاگردش دموکریت، انجام شد.

### قرون وسطی
امپراتوری روم غربی در قرن پنجم سقوط کرد و این منجر به کاهش فعالیت‌های فکری در بخش غربی اروپا شد. در مقابل، امپراتوری روم شرقی (که به عنوان امپراتوری بیزانس شناخته می‌شود) در برابر حملات بربرها مقاومت کرد و به پیشرفت در زمینه‌های مختلف یادگیری از جمله فیزیک ادامه داد.
در قرن ششم، فیزیکدان معروف ایسیدور میلتوس (Isidore of Miletus) مجموعه مهمی از آثار ارشمیدس را جمع‌آوری و ایجاد کرد که در چندنگاشته ارشمیدس رونوشت شده است.

در قرن ششم، جان فیلوپونوس، دانشمند بیزانسی (اهل روم شرقی)، آموزه فیزیک ارسطو را زیر سؤال برد و به اشکالات آن اشاره کرد. او نظریه میل را معرفی کرد. فیزیک ارسطویی تا زمان ظهور فیلوپونوس مورد بررسی قرار نگرفت. برخلاف ارسطو که فیزیک خود را بر استدلال کلامی استوار می‌دانست، فیلوپونوس بر مشاهده تکیه کرد. فیلوپونوس دربارهٔ فیزیک ارسطو نوشته است:
اما این کاملاً اشتباه است و دیدگاه ما ممکن است با مشاهده واقعی مؤثرتر از هر نوع استدلال کلامی تأیید شود؛ زیرا اگر شما دو وزنه را که یکی از آنها چند برابر دیگری جرم دارد از یک ارتفاع به زمین رها کنید، خواهید دید که نسبت زمان‌های لازم برای حرکت به نسبت وزن‌ها بستگی ندارد، بلکه تفاوت در زمان بسیار کوچک است. و بنابراین، اگر اختلاف اجرام دو وزنه زیاد نباشد، یعنی به عنوان مثال یکی دوبرابر دیگری باشد، اختلاف زمانی وجود نخواهد داشت، یا با گذشت زمان اختلاف نامحسوسی بوجود خواهد آمد، هر چند اختلاف وزن‌ها بطوریکه وزن یک جسم دو برابر جسم دیگری است به میزانی می‌باشد که به هیچ وجه قابل چشم پوشی نیست.
ده قرن بعد، در زمان انقلاب علمی، انتقاد فیلوپونوس از اصول ارسطویی فیزیک الهام بخش گالیلئو گالیله بود. گالیله در آثار خود از فیلوپونوس به‌طور اساسی در این مورد که فیزیک ارسطویی ناقص است، استناد کرد. در حدود سال‌های ۱۳۰۰ ژان بوریدان، معلم دانشکده هنر در دانشگاه پاریس، مفهوم نظریه میل را توسعه داد. که گامی به سوی ایده‌های مدرن اینرسی و حرکت بود.

### جهان اسلام
در ابتدا پژوهشگران در جهان اسلام دانش فیزیک را از یونانیان به ارث بردند و در دوران طلایی اسلام آن را بیشتر توسعه دادند، به ویژه با تأکید گذاشتن بر مشاهده و استدلال پیشینی که شکل‌های اولیه روش علمی را به وجود آورد. 

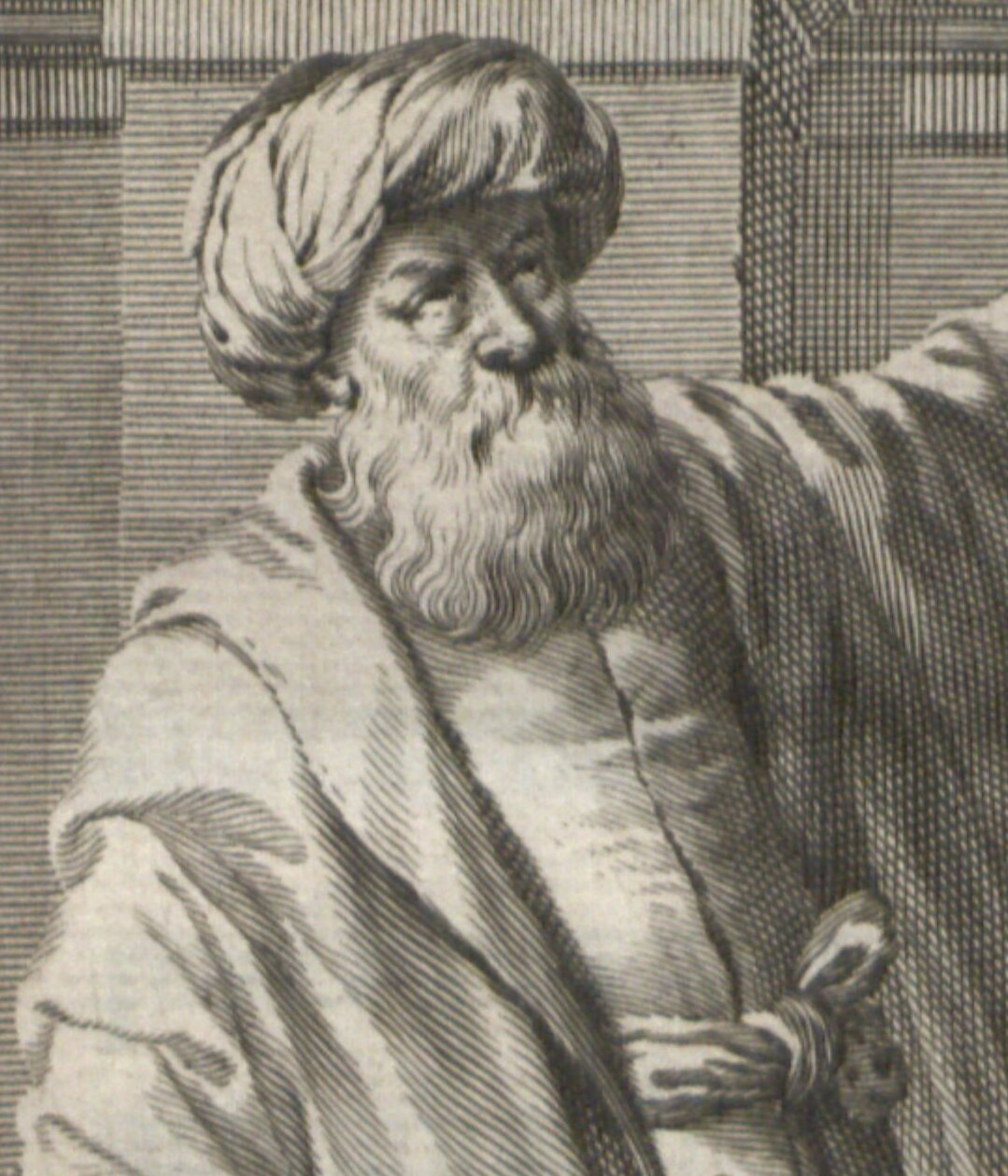
ابن هیثم (حدود ۹۶۵–۱۰۴۰ میلادی)، در کتاب نورشناسی جلد اول و دوم آزمایش‌های دوربین تاریکخانه‌ای را شرح داده است.

برجسته‌ترین نوآوری‌ها در زمینه علم نورشناسی و بینایی بود که آثار بسیاری از دانشمندان آن دوره مانند ابن سهل، کندی، ابن هیثم، کمال الدین فارسی و ابن سینا به جا مانده است. برجسته‌ترین این آثار اثر، کتاب نورشناسی(با عنوان کتاب المناحیر) نوشته ابن هیثم، پدر علم نورشناسی (اپتیک) است، که در آن او به‌طور قاطع ایده دانشمندان یونان باستان در مورد بینایی را رد کرده و نظریه جدیدی ارائه کرد. در این کتاب، او برای نخستین‌بار از دوربین سوراخ سوزنی (نسخه ای هزار ساله او از تئوری اولین دوربین سوزنی) و دوربین تاریکخانه‌ای در آزمایش‌هایش جهت بررسی خواص نور، استفاده نمود و آن را به جهان معرفی کرد. او با استفاده از کالبد شکافی و دانش دانشمندان قبلی، توانست توضیح دهد که چگونه نور وارد چشم می‌شود. او اظهار داشت که پرتو نور متمرکز است، اما توضیح واقعی نحوه تابش نور به پشت چشم تا سال ۱۶۰۴ مسکوت ماند. او با رساله خود در مورد نور، عملکرد و طرز کار دوربین عکاسی را صدها سال قبل از ساخته شدنش کاملاً توضیح داد.

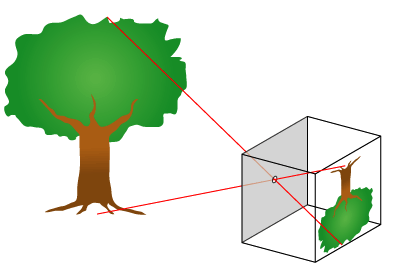
طرزکار دوربین سوراخ سوزنی

کتاب هفت جلدی نورشناسی (کتاب المنثیر) به مدت بیش از ۶۰۰ سال بر تفکر در سراسر حوزه‌های مطالعه مختلف، از نظریه ادراک بصری تا ماهیت پرسپکتیو در هنر قرون وسطی، چه در شرق و چه در غرب، تأثیر بسیار زیادی گذاشت. بسیاری از محققان اروپایی و همتایانش، از روبرت گروسستست و لئوناردو داوینچی گرفته تا رنه دکارت، یوهانس کپلر و آیزاک نیوتن، مدیون او بودند. به‌طور قاطع، میزان اثرگذاری کتاب نورشناسی او، با اثر نیوتن با همین عنوان که ۷۰۰ سال بعد منتشر شد، در یک سطح و حتی بالاتر قرار دارد.

ترجمه کتاب نورشناسی ابن هیثم تأثیر زیادی بر اروپا گذاشت. دانشمندان اروپایی بعدها توانستند وسایلی را که ابن هیثم سال‌ها پیش ساخته بود مثل ذره بین و … را دوباره بسازند و به این طریق نحوه رفتار نور را درک کنند. با اینکار، اختراعات مهمی مانند عینک، تلسکوپ و دوربین ابداع شد. 

نموداری کشیده شده توسط ابن هیثم (بین سال‌های ۱۰۱۱–۱۰۲۱ میلادی) که مشاهده‌های او را از رفتار نور در سوراخ سوزن دوربین سوراخ سوزنی را توصیف می‌کند.

از دیگر پژوهش‌های فیزیک در دروران طلایی اسلام می‌توان به‌طور خلاصه به نظریه شکست نور، اندازه‌گیری ضخامت جو زمین، حل مسئله الحسن (الحازن)، آینه‌های کاو، کوژ و کروی، میل مغناطیسی، اسطرلاب، فاصله زمین از خورشید، ساخت اولین رصدخانه (رصدخانه الشمسیه)، ربات مکانیکی-هیدرولیکی، سنسور و سوپاپ و میل لنگ، آب سنج و چگالی سنج، پمپ بادی، دستگاه پنبه ریسی و غیره اشاره کرد. 

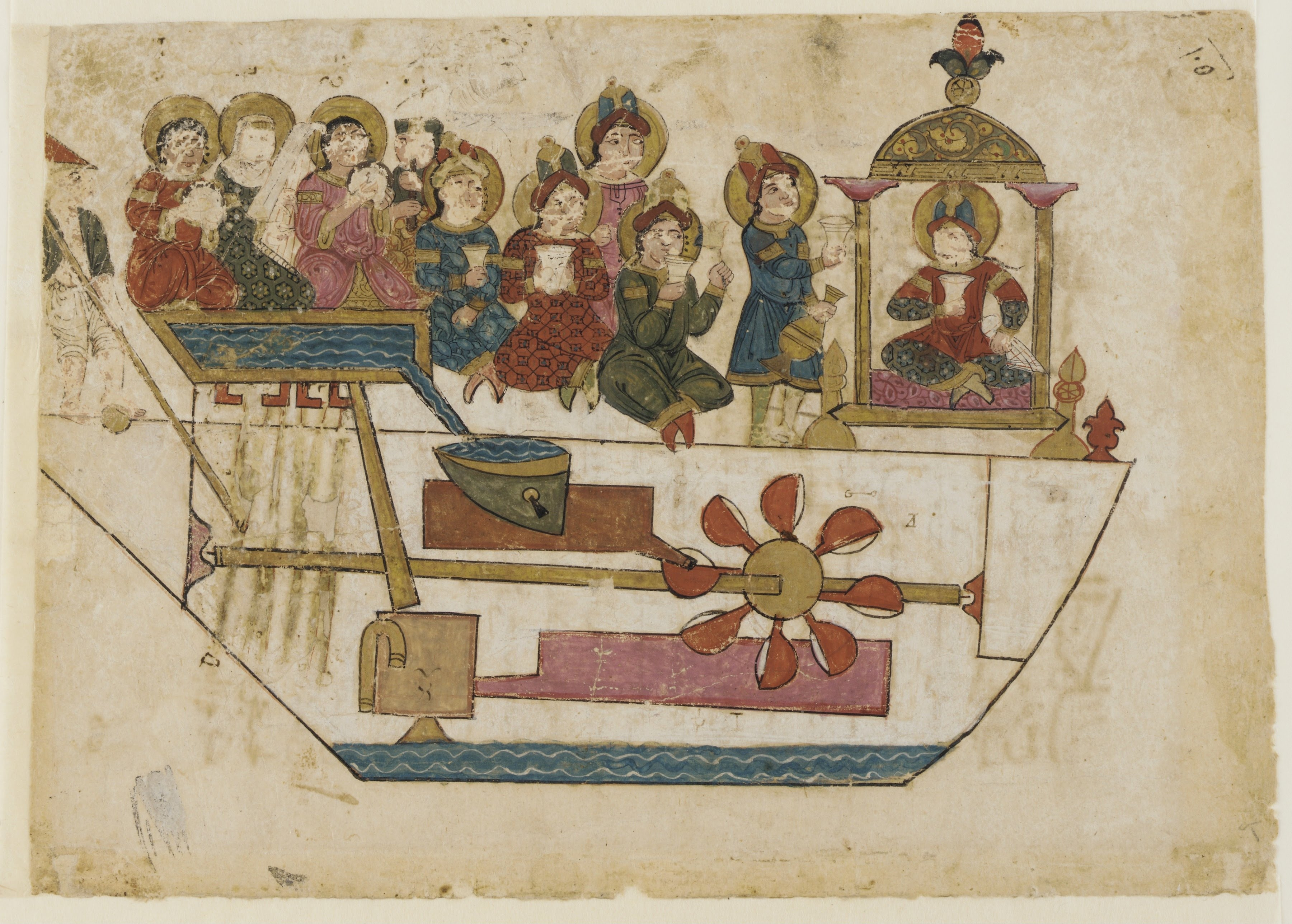
ربات نوازنده مکانیکی-هیدرولیکی ساخته بدیع الزمان جزری

### فیزیک کلاسیک

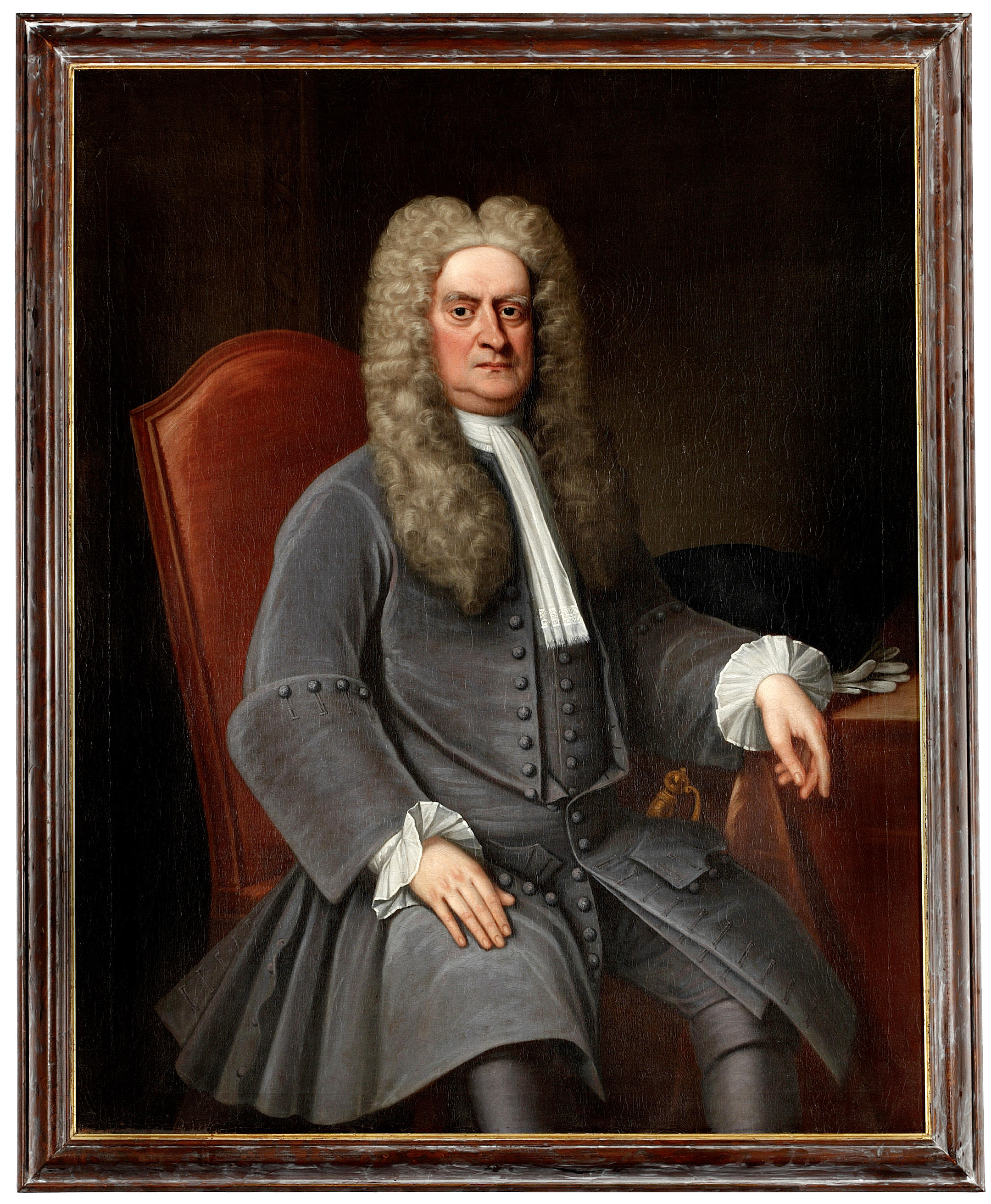
آیزاک نیوتن (۱۶۴۳–۱۷۲۷)

از دورانی که فیزیک به عنوان شاخه‌ای از فلسفه جدا شد و نام آن را فلسفه طبیعی نهادند و سالیان طولانی ادامه یافت. تا حدوداً در قرن هفدهم میلادی که دوباره با حضور چهره‌های بزرگ و برجسته‌ای همچون آیزاک نیوتن و گوتفرید لایبنیتس می‌رفت که دوباره تحولی عظیم در علم و نحوه نگرش به آن مخصوصاً در ریاضیات و فیزیک ایجاد شود. با چاپ شدن کتاب نیوتن در سال ۱۶۸۷ با نام اصول ریاضی فلسفه طبیعی (همان‌طور که پیداست همچنان از عبارت فلسفهٔ طبیعی در عنوان آن استفاده شده) تقریباً این نوع نگرش به فیزیک و ریاضیات به پایان راه خود رسید و نیوتن و همکاران وی در قرن هفدهم میلادی، نحوهٔ نگرشی نو به طبیعت را بنیان‌گذاری کردند که امروزه به فیزیک کلاسیک معروف است. البته ذکر این نکته الزامی است که این جنبش، قبل از قرن هفدهم، با تلاش دانشمندانی چون گالیلئو گالیله، نیکلاس کوپرنیک و یوهان کپلر آغاز شده بود و در زمان نیوتن به اوج خود رسید. به‌طور کلی می‌توان بیان داشت از ابتدای قرون جدید (یا ابتدای دوران مدرن اروپا از حدود سال ۱۵۰۰ تا ۱۸۰۰ میلادی) زمانی که اروپاییان مدرن اولیه از روش‌های تجربی و کمی برای کشف آنچه که امروزه به عنوان قوانین فیزیک در نظر گرفته می‌شوند، استفاده کردند، فیزیک به یک علم جداگانه تبدیل شد. 

پس از قرن هفدهم، فیزیک و ریاضیات با سرعت قابل توجهی توسعه یافتند و دانشمندان زیادی در شاخه‌های مختلف این دو علم، توانستند پاسخ بسیاری از پرسش‌های خود را بیابند. این روند تا قرن نوزدهم ادامه داشت. جامعهٔ فیزیکدانان در قرن نوزدهم، عموماً گمان می‌کردند که با کشفیات جیمز کلرک ماکسول در حوزهٔ الکترومغناطیس و معادله‌بندی چگونگی ایجاد شدن میدان الکتریکی و مغناطیسی، توسط بارها و جریان‌های الکتریکی، فیزیک به نقطهٔ تکامل خود رسیده است و دیگر هیچ پدیدهٔ طبیعی وجود ندارد که نتوانند آن را توجیه و پیش‌بینی کنند.

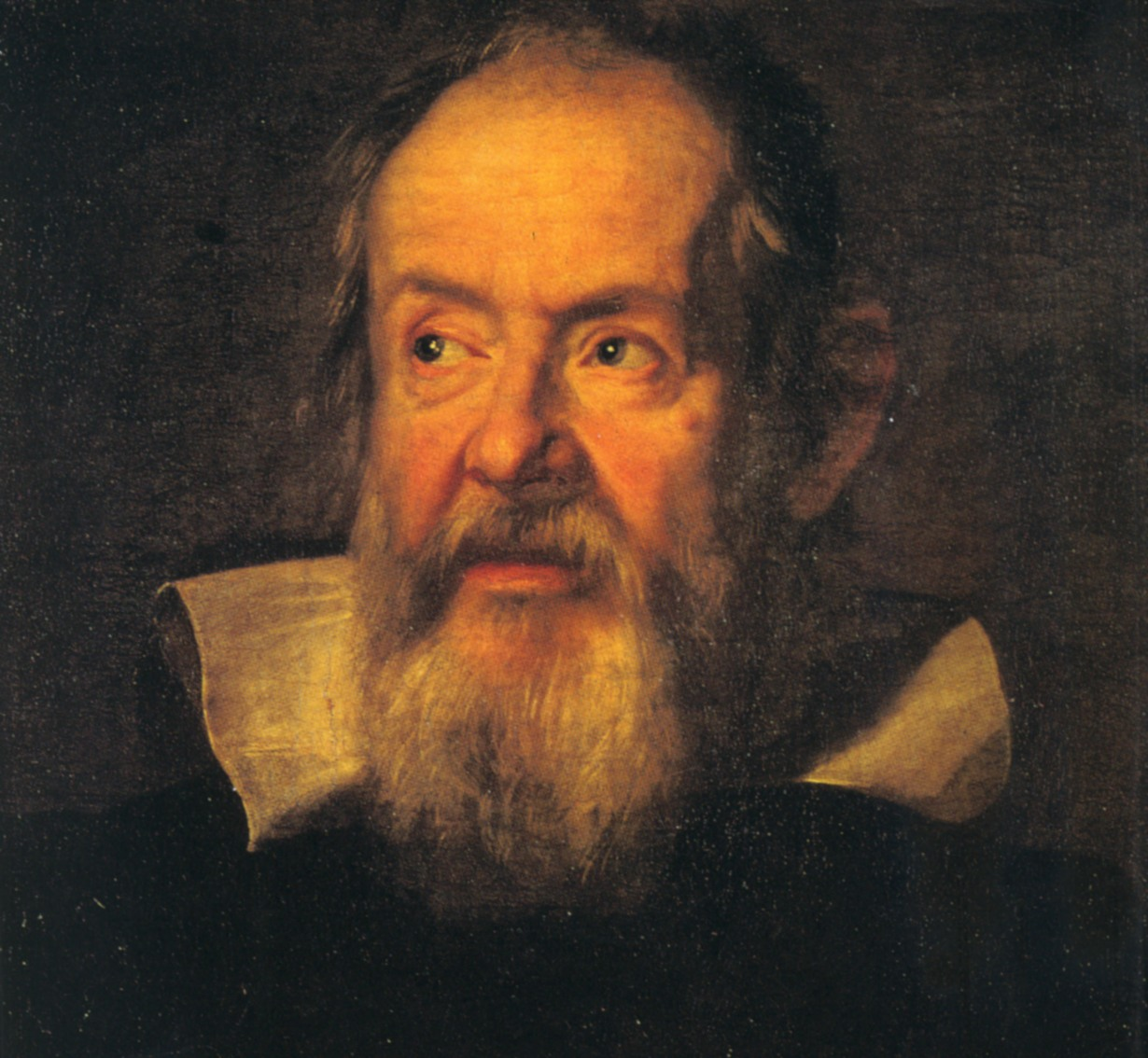
گالیله درک نوینی از رابطه درست بین ریاضی، فیزیک نظری و فیزیک تجربی، نشان داد.

برای جمعبندی تحولات عمده در این دوره را می‌توان شامل جایگزینی مدل زمین‌مرکزی منظومه شمسی با مدل کوپرنیکی خورشید مرکزی، قوانین حاکم بر حرکت اجسام سیاره ای (که توسط کپلر بین سال‌های ۱۶۰۹ و ۱۶۱۹ میلادی تعیین شد)، تلاش‌های پیشگامانه گالیله بر روی تلسکوپ‌ها و اخترشناسی رصدی بین قرن شانزدهم و هفدهم، و کشف و یکپارچه سازی آیزاک نیوتن از قوانین حرکت و گرانش جهانی (که به افتخار خدماتش به نام او ثبت شده است). نیوتن همچنین حساب دیفرانسیل و انتگرال، روشی بر مبنای ریاضی که بررسی پیوسته تغییرات را که باعث ایجاد روش‌های جدیدی برای حل مسائل فیزیکی می‌شود را ارائه کرد.(البته لازم است ذکر شود که مقدمه علم حسابان به ۷۰۰ سال قبل تر و به ابن هیثم بازمی‌گردد که برای حل مسئله الحازن برای اولین بار روشی (فرمولی) کشف کرد که به‌طور کلی جمع جواب هر درجه توان انتگرالی را تعیین می‌کرد، او با این فرمول کلی، جمع جواب‌های معادله درجه چهارم را برای به‌دست آوردن حجم سهمی‌گون(Paraboloid)ها برای حل مسئله به‌دست‌آورد. او می‌توانست فرمول انتگرال هر چند جمله‌ای را بدون ایجاد فرمول کلی بیابد.)
کشف قوانین جدید در ترمودینامیک، شیمی و الکترومغناطیسی ناشی از تلاش‌های تحقیقاتی در طول انقلاب صنعتی به علت افزایش نیاز به انرژی بود. امروزه قوانین فیزیک کلاسیک، همچنان به‌طور بسیار گسترده برای اجرام در مقیاس‌های روزمره که با سرعت‌های غیر نسبیتی حرکت می‌کنند، استفاده می‌شود، زیرا آنها در چنین شرایطی نتایج را با خطای بسیار کمی ارائه می‌دهند، در نتیجه در زندگی روزمره نظریه‌هایی مانند مکانیک کوانتومی و نظریه نسبیت به معادل‌های کلاسیک خود در آن شرایط ساده می‌شوند. در اوایل قرن بیستم که نادرستی در نتایج و خطای بسیار زیاد مکانیک کلاسیک برای اجسام بسیار کوچک یا اجسامی با سرعت‌های بسیار بالا مشخص گردید منجر به توسعه فیزیک مدرن شد.

### فیزیک مدرن
همان‌طور که اشاره شد در اواخر قرن نوزدهم و اوایل قرن بیستم بود که پدیده‌هایی توسط برخی از فیزیک‌دانان مشاهده شد که با علم فیزیک آن زمان قابل توضیح نبود یا اگر توضیحی ارائه می‌شد، در آن تناقض‌هایی وجود داشت. یا حتی در برخی پدیده‌ها نتایج قابل انتظار مکانیک کلاسیک با نتایج حاصله خطای فاحشی داشت. در این زمان بود که فیزیک‌دانان تقریباً به دو دسته تقسیم شدند.

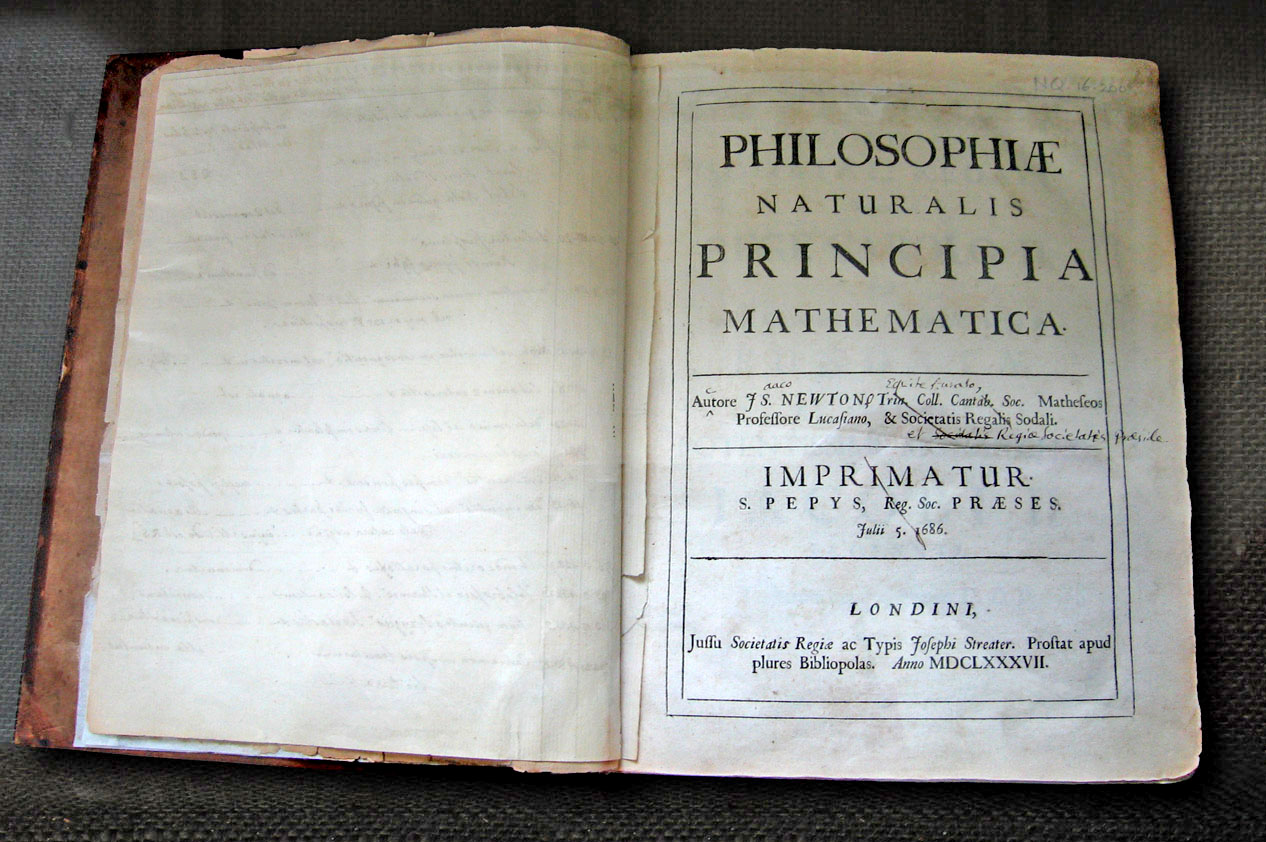
نسخه‌ای از کتاب پرینسیپیا با دست خط آیزاک نیوتن

دسته‌ای سردمدار پایه‌گذاری فیزیکی جدید، که در آن اشکالات و کاستی‌های فیزیک کلاسیک جبران شده باشد، بودند و دسته‌ای سر سرسختانه در مقابل هر گونه تغییر مقاومت می‌کردند و می‌کوشیدند که پدیده‌های جدید را با همان فیزیک کلاسیک (یا نیوتنی) توضیح دهند.
سرانجام ماکس پلانک بر پایه تلاش‌های دانشمندان قبل از خود همچون رابرت هوک، کریستیان هویگنس، توماس یانگ و لئونارد اویلر توانست نظریه مکانیک کوانتومی را ارائه دهد و همین‌طور آلبرت اینشتین توانست نظریهٔ نسبیت را ارائه و با موفقیت از آن دفاع کند. هر دوی این نظریه‌ها به علت نداشتن دقت کافی نتایج در فیزیک کلاسیک در بعضی موقعیت‌های خاص بود. فیزیک کلاسیک پیش‌بینی کرده بود سرعت نور به حرکت بیننده بستگی دارد این درحالیست که طبق معادلات ماکسول در رابطه با الکترومغناطیس، سرعت نور ثابت پیش‌بینی شده بود. این ناهماهنگی توسط نظریه نسبیت خاص انیشتین اصلاح شد که این نظریه با نظر مکانیک کلاسیک برای اجسام با سرعت زیاد جایگزین شده و درنتیجه درستی سرعت ثابت نور طبق معادلات ماکسول را ممکن ساخت. یک پدیده دیگری که برای فیزیک کلاسیک مشکل ایجاد کرد، پدیده تابش جسم سیاه بود، که توسط ماکس پلانک اصلاح شد. در اواخر قرن نوزدهم، فیزیکدانان مشاهده کردند که تابش (تشعشعات) ساطع شده از یک جسم سیاه یا همان «تابش جسم سیاه» با پیش‌بینی‌های فیزیک کلاسیک مطابقت ندارد. (یک جسم ایده‌آل را فرض کنید که تمام تشعشعات (امواج الکترومغناطیسی) تابیده شده به خود را جذب می‌کند و هیچ بازتابی از خود ساطع نمی‌کند. برای ناظر، این جسم سیاه ویا تاریک به نظر می‌رسد. (زیرا اساس دیدن وجود بازتابی از شی است) به همین علت آن را «جسم سیاه» می‌نامیم. حال اگر این جسم را داغ کنیم، مشاهده می‌شود این جسم، شروع به انتشار تابش در تمام فرکانس‌ها (بسامدها) در یک طیف پیوسته مشخص می‌کند. این بدان معناست که تابش ساطع شده از جسم سیاه حاوی انرژی در هر بسماد ممکن، از کمترین تا بالاترین است. طیف پیوسته تابش جسم سیاه با دمای آن مشخص می‌شود. با افزایش دمای جسم سیاه، شدت تابش در همه فرکانس‌ها افزایش می‌یابد و اوج این طیف به فرکانس‌های بالاتر منتقل می‌شود. توزیع تابش ساطع شده از منحنی خاصی به نام منحنی تابش پلانک پیروی می‌کند که اولین بار توسط ماکس پلانک در سال ۱۹۰۰ استخراج شد. این رابطه استخراج شده بین دما و طیف تابش ساطع شده از یک جسم سیاه به عنوان قانون تابش پلانک شناخته می‌شود) به‌طور دقیق تر می‌توان گفت، فیزیک کلاسیک پیش‌بینی کرد که با افزایش بسامد (فرکانس) تابش، شدت تابش بدون محدودیت افزایش می‌یابد. با این حال، داده‌های تجربی نشان داد که شدت تابش در یک بسامد مشخص دارای حداکثر مقدار بوده و سپس در بسامدهای بالاتر کاهش می‌یابد. برای توضیح این پدیده، ماکس پلانک پیشنهاد کرد که انرژی تابش کوانتیزه شده است، به این معنی که آن انرژی را فقط می‌توان در بسته‌های مجزا به نام «کوانتا» (فیزیکدانان امروزی، «کوانتا» را فوتون نام نهادند) گسیل یا جذب کرد. پلانک همچنین پیشنهاد کرد که این تشعشعات توسط سیستم‌هایی با ارتعاشی میکروسکوپی درون جسم سیاه منتشر می‌شود که او آن‌ها را «نوسان‌گرهای ماده» نامید. طبق فرضیه پلانک، او پیشنهاد کرد که انرژی این نوسانگرها متناسب با بسامد آنهاست و این انرژی تنها می‌تواند در مضرب‌های صحیح یک واحد انرژی که او آن را «کوانتوم» نامید، گسیل یا جذب شود. این ایده راه حلی برای توضیح رفتار مشاهده شده از تابش جسم سیاه ارائه کرد و یک پیشرفت بزرگ در توسعه مکانیک کوانتومی بود. این نظریه، همراه با اثر فوتوالکتریک و نظریه مدل اتمی که گسستگی ترازهای انرژی در اوربیتال‌های اتمی را پیش‌بینی می‌کرد منجر به ایجاد تئوری مکانیک کوانتمی شد که در آن زمان به‌صورت بسیار کوچک و آرامی بر فیزیک کلاسیک در حال توسعه و رشد پیدا کردن بود.
در همین سال‌ها بود که فیزیک‌دانان پذیرفتند، با وجود اینکه فیزیک کلاسیک در حوزه مورد بحث خود (که عموماً پدیده‌هایی آزمایش پذیر بودند) خالی از هرگونه خطا است، اما نیاز به ایجاد شاخه‌ای جدید در علم فیزیک با نام فیزیک نوین است. پس از آلبرت اینشتین، تئوری مکانیک کوانتومی و همچنین فیزیک اتمی با تلاش دانشمندان بزرگی چون ورنر کارل هایزنبرگ، آروین شرودینگر، ولفگانگ پائولی و پل دیراک هر روز کامل تر شد، از تلاش‌های اولیه و کارهای مرتبط این دانشمندان، مدل استاندارد فیزیک ذرات مشتق شد. پس از کشف یک ذره با ویژگی‌های سازگار با بوزون هیگز در سرن در سال ۲۰۱۲، به نظر می‌رسد که تمامی ذرات بنیادی پیش‌بینی شده توسط مدل استاندارد کشف شدند و هیچ ذرهٔ دیگری وجود ندارد، با این حال، فیزیک فراتر از مدل استاندارد با نظریه‌هایی مانند فراسنجی یک حوزه فعال در زمینهٔ تحقیقات است. برای این حوزه، زمینه‌هایی از ریاضیات نیز مانند مطالعه میدان‌های احتمالاتی ویا نظریه گروه‌ها مهم هستند. این تکامل روزافزون علم فیزیک، تا به امروز در ده‌ها گرایش و شاخه ادامه دارد.
نکته مهمی که باید توجه شود این است با اینکه فیزیک نوین درک و نگاه جدیدی از فیزیک به نمایش گذاشته است ممکن است برای بعضی دیدگاهی به وجود آید که بعضی نظریه‌های فیزیک کلاسیک همچون گرانش از دیدگاه نیوتن غلط هستند، اما این دیدگاه غیرقابل قبول است. با اینکه که بعضی نظریه‌های فیزیک کلاسیک توسط نظریه‌های مدرن‌تری مانند نسبیت و مکانیک کوانتومی جایگزین شده است، اما هنوز یک تقریب بسیار دقیق و مفید برای تقریباً تمامی پدیده‌های روزمره ارائه می‌کند و همچنان برای موقعیت‌های مختلف و کاربردهای مختلف آن‌ها در دیگر علوم همچون مهندسی و مکانیک استفاده می‌شوند و نتایج دقیقی به‌دست می‌آورند. از طرفی دیگر استفاده از فیزیک مدرن برای پیش‌بینی پدیده‌های فیزیکی زندگی روزمره تقریباً غیرممکن است. فیزیک مدرن زمینه‌های خاص مورد مطالعه خود را در مقیاس‌های اندازه ای یا جرمی بسیار کوچک یا بسیار بزرگ دارد، پس در نتیجه می‌توان بیان داشت با اینکه فیزیک کلاسیک دیگر پیشرفته‌ترین نظریه فیزیک نیست، ولی در بسیاری از موقعیت‌ها نتیجه درستی و دقیقی ارائه می‌دهد و اصول آن هنوز در بسیاری از نظریه‌های مدرن صادق است. به همین خاطر است فیزیکدانان هنوز هم نظریه‌هایی که در فیزیک کلاسیک به عنوان «قانون» (گزاره‌های اساسی که رفتار سیستم‌های فیزیکی را توصیف می‌کنند، این قوانین جهانی هستند و در همه سیستم‌های فیزیکی کاربرد دارند مانند قوانین حرکت نیوتون) شناخته شده‌اند را همچنان قانون می‌دانند اگرچه اکنون عدم پاسخ آن‌ها با فرضیه‌های جدید اثبات شده است.

## فلسفه
از بسیاری از جهات، فیزیک، از فلسفه یونان باستان نشأت می‌گیرد. از اولین تلاش تالس برای شناخت ماده، تا استنباط دموکریت که ماده باید به حالت ثابتی تقلیل پیدا کند، از نظریه زمین‌مرکزی در نجوم بطلمیوسی و گنبد آسمان تا کتاب «فیزیک» ارسطو (کتابی اولیه در زمینه فیزیک که تلاش می‌کرد از دیدگاه فلسفی حرکت را تجزیه و تحلیل و تعریف کند)، فیلسوفان یونانی بسیاری تلاش خود را برای درک این علم طبیعت ارائه و نطریات خود را در جهت پاسخ به پرسش‌های آن پیشرفت دادند. (واژه فیزیک ریشه در کلمه φυσική (ἐπιστήμη) در زبان یونانی باستان دارد که بعد ترجمه شدن به رومی تبدیل به: physikḗ (epistḗmē) شد که به معنای «دانش طبیعت» می‌باشد) بطوریکه تا قرن ۱۸ میلادی، فیزیک به عنوان فلسفه طبیعی شناخته می‌شد.
در قرن ۱۹ میلادی بود که فیزیک به عنوان یک رشته مجزا از فلسفه و سایر علوم شناخته شد. فیزیک، مانند بقیه علوم، بر فلسفه علم و «روش علمی» تکیه می‌کند تا با بهره‌گیری از آن دانش و آگاهی ما را از جهان فیزیکی که در آن زندگی می‌کنیم، پیشرفت دهد. روش علمی با استفاده از دو استدلال «شواهد تجربی» و «پسینی و پیشینی» و استفاده از کاربرد «استدلال بیزی» برای سنجش صحت فرضیه مطرح شده، استفاده می‌کند.

توسعه فیزیک، به بسیاری از سوالات فیلسوفان اولیه پاسخ داد، اما این پیشرفت، همچنین باعث ایجاد سوالات جدیدی شد. مطالعه مسائل فلسفی پیرامون فیزیک، که به عنوان «فلسفه فیزیک» شناخته می‌شود، شامل مسائل پیرامون فطرت و ذات فضا و زمان، جبرگرایی، یا حتی دیدگاه‌های متافیزیکی مانند تجربه‌گرایی، طبیعت‌گرایی و واقع‌گرایی می‌شود.

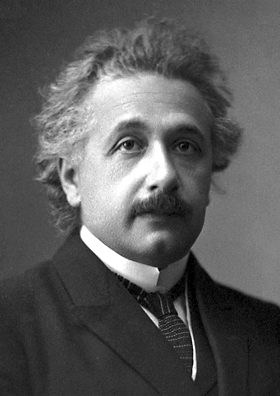
پرتره رسمی اینشتین در سال ۱۹۲۱، بعد از دریافت جایزه نوبل فیزیک

## نظریه‌های اصلی
در علم فیزیک، ما با سامانه‌های بسیار متفاوتی رو به رو هستیم، اما نظریه‌های اصلی که در هسته علم فیزیک قرار دارند، توسط همهٔ فیزیک‌دانان مورد استفاده قرار می‌گیرند. در فیزیک کلاسیک، ما با نظریه‌هایی سروکار داریم که حرکت اشیاء که ابعاد و سرعت‌هایی که قابل تصور و عموماً آزمایش پذیرند را، پیش‌بینی و تحلیل می‌کنند. زمانی که صحبت از ابعاد قابل تصور برای عموم مردم می‌شود، منظور از ابعادی فرا اتمی و فرامولکولی شروع می‌شود و تا ابعاد سیارات را در بر می‌گیرد و سرعت قابل تصور، عموماً سرعتی کمتر از سرعت نور است. اما هنگامی که سیستم‌های مورد بررسی ما، ابعادی فراتر از حد تصور ما به خود می‌گیرند، مثل منظومه‌ها، کهکشان‌ها و دیگر سیستم‌های عظیم ستاره‌ای و آسمانی یا ابعادی بسیار کوچک، مثل ابعادی زیر اتمی و حتی کوچکتر، فیزیک و مکانیک کلاسیک از خود ضعف نشان می‌دهد و دیگر قدرت پیش‌بینی و درک صحیح واقعیات را ندارد. به همین دلیل تئوری‌هایی که اینگونه سیستم‌ها را تحلیل می‌کنند، در حوزهٔ فیزیک جدید صورت‌بندی می‌شود.
البته کاملاً بدیهی است، این تعاریفی که در اینجا ارائه می‌شود کاملاً شکلی عمومی دارند و در علم فیزیک، مرز واضحی میان فیزیک کلاسیک و فیزیک جدید به هیج وجه وجود ندارد. به صورتی که برخی از فیزیک دانان، فیزیک جدید را شکل تکامل یافته و تصحیح شده فیزیک کلاسیک می‌دانند، اما برخی از فیزیک‌دانان که مهم‌ترین آن‌ها ورنر کارل هایزنبرگ بوده است، همان‌طور که در کتاب خود جز و کل می‌گوید، فیزیک کلاسیک یک مقوله کاملاً جدا، فرمول‌بندی‌شده، بدون ایراد و کامل است اما در حوزهٔ سیستم‌های مورد بررسی خودش و نمی‌توان فیزیک جدید را شکل تکامل‌یافتهٔ فیزیک کلاسیک دانست.
هدف اصلی علم فیزیک توصیف تمام پدیده‌های طبیعی قابل مشاهده و غیرقابل مشاهده برای بشر، توسط مدل‌های ریاضی (به اصطلاح کمی‌کردن طبیعت) است.
تا قبل از قرن بیستم، با دسته‌بندی پدیده‌های قابل مشاهده تا آن روز، فرض بر این بود که طبیعت از ذرات مادی تشکیل شده است و تمام پدیده‌ها به واسطهٔ دو نوع برهمکنش بین ذرات (برهمکنش‌های گرانشی و الکترومغناطیسی) رخ می‌دهند.
برای توصیف این پدیده‌ها نظریه‌های زیر به‌تدریج شکل گرفته و تکامل یافتند:
- مکانیک کلاسیک (توصیف حرکت اجسامی است که اندازه‌ای ماکروسکوپی دارند و با سرعتی غیرنسبیتی (خیلی کمتر از سرعت نور) در حال حرکت‌اند)
- الکترومغناطیس (مطالعهٔ پدیده‌های الکتریکی و مغناطیسی و ارتباط این دو با هم است)
- ترمودینامیک و مکانیک آماری (توصیف پدیده‌های مرتبط با گرما بر حسب کمیت‌های ماکروسکوپی یا میکروسکوپی)

به مجموع این نظریه‌ها فیزیک کلاسیک گفته می‌شود. 

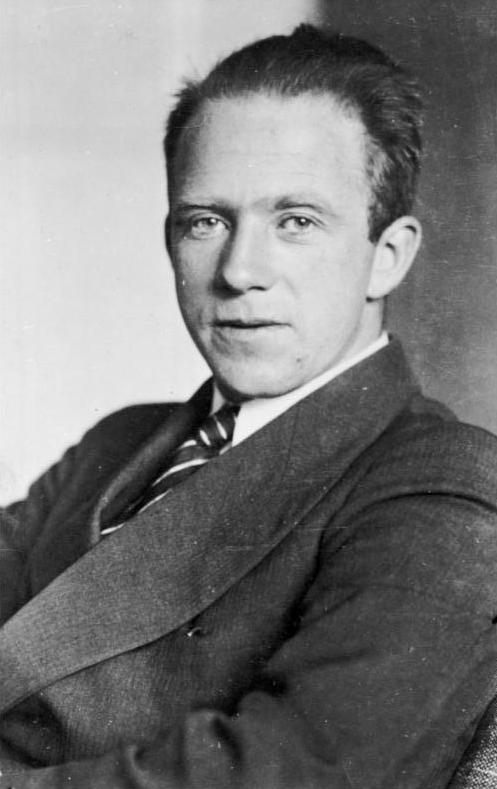
ورنر هایزنبرگ، برنده جایزه نوبل فیزیک در سال ۱۹۳۲، از تأثیرگذارترین افراد در توسعهٔ فیزیک اتمی

در ابتدای قرن بیستم پدیده‌هایی مشاهده شدند که توسط این نظریه‌ها قابل توصیف نبودند.
بعد از پیشرفتهای بسیار بنیادین در ربع اول قرن بیستم، نظریه‌های فیزیکی با نظریه‌های کاملتری که این پدیده‌ها را نیز توصیف می‌کردند جایگزین گشتند. مهم‌ترین تغییر، تشکیل دو دینامیک متفاوت برای اجسام کوچک و اجسام بزرگ است. چون دینامیک اجسام بزرگ از لحاظ ساختاری و مفاهیم به دینامیک قبلی نزدیکی زیادی دارد (بر خلاف دینامیک اجسام ریز که ساختاری کاملاً متفاوت دارد) نظریه‌ها به دو دسته دینامیک کلاسیک اصلاح شده (با شالودهٔ مکانیک نیوتنی) و مکانیک کوانتومی تقسیم شدند.
نظریه‌های دیگری درفیزیک مدرن به تدریج شکل گرفتند که عبارت‌اند از:
- نسبیت عام (برهمکنش گرانشی و دینامیک اجسام بزرگ)
- مکانیک کوانتومی (دینامیک اجسام ریز)
- مکانیک آماری (حرکت آماری ذرات بر پایهٔ دینامیک کوانتومی)
- الکترودینامیک کلاسیک (برهمکنش الکترومغناطیسی و نسبیت خاص)

نموداری ابتدایی، که قلمروهای اصلی فیزیک را به صورت ساده نشان می‌دهد

بعدها با پیدا شدن دو برهمکنش دیگر (برهمکنش هسته‌ای قوی و برهمکنش هسته‌ای ضعیف) برای فرمول‌بندی آن‌ها هم اقدام شد و از نسبیت خاص برای تمام نظریه‌ها استفاده شد و کل نظریه‌ها عبارت شدند از:
1. نسبیت عام
2. مکانیک آماری
3. الکترودینامیک کوانتومی QED (برهمکنش الکترومغناطیسی و دینامیک کوانتومی)
4. کرومودینامیک کوانتومی QCD (برهمکنش هسته‌ای قوی و دینامیک کوانتومی)

۵-نظریهٔ ضعیف کوانتومی (برهمکنش هسته‌ای ضعیف و دینامیک کوانتومی بعداً با تلفیق با الکترودینامیک نظریه الکترو ضعیف کوانتومی را ساخت) 

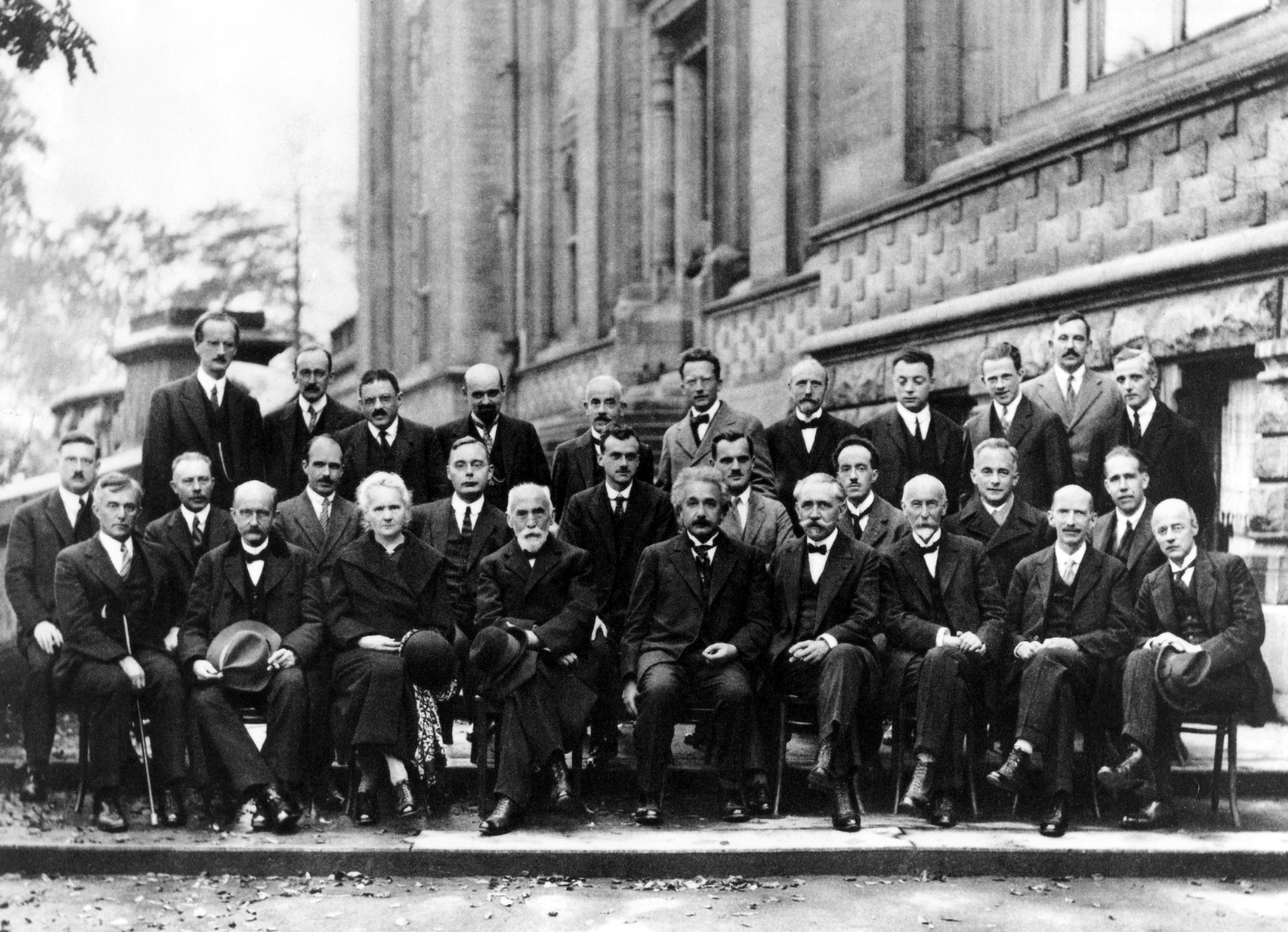
کنفرانس سلوی در سال ۱۹۲۷

تمام این نظریه‌ها به‌جز نسبیت عام از دینامیک کوانتومی استفاده می‌کنند. به مجموعه‌ای از QED و QCD و نظریهٔ ضعیف اصطلاحاً مدل استاندارد ذرات بنیادی گفته می‌شود.
امروزه بسیاری از فیزیکدانان به دنبال متحد کردن چهار برهمکنش (نظریه وحدت بزرگ) می‌باشند که مشکل اصلی وارد کردن گرانش و استفاده از دینامیک کوانتومی برای گرانش می‌باشد. نظریه‌های گرانش کوانتومی و به‌خصوص  نظریهٔ ریسمان از نمونه‌های این تلاش‌ها است. همچنین بیشتر نظریه‌های جدید از مفهومی به نام میدان استفاده می‌کنند که به نظریه‌های میدان مشهور هستند.

## زیرمجموعه‌ها
جدول زیر بسیاری از زمینه‌ها و زیرزمینه‌های فیزیک به همراه نظریه‌های مربوط و مفاهیم به کار رفته در آن‌ها را در بر می‌گیرد.
| زمینه                       | زیرزمینه‌ها | نظریه‌های اصلی | مفاهیم |
| --------------------------- | --- | --- | --- |
| اخترفیزیک                   | کیهان‌شناسی فیزیکی، گرانش، اخترفیزیک در انرژی-بالا، اخترفیزیک سیاره‌ای، فیزیک فضا، اختر فیزیک ستاره‌ای | مهبانگ، تورم کیهانی، نسبیت عام، قانون گرانش عمومی نیوتن، | سیاهچاله، تابش زمینه کیهانی، ریسمان کیهانی، کیهان، انرژی تاریک، ماده تاریک، کهکشان، گرانش، موج گرانشی، تکینگی گرانشی، سیاره، منظومه شمسی، ستاره، ابرنواختر، عالم                                                   |
| فیزیک اتمی، مولکولی و اُپتیک | فیزیک اتمی، فیزیک مولکولی، اختر فیزیک اتمی و مولکولی، شیمی فیزیک، اُپتیک، فوتونیک، فیزیک پلاسما | مکانیک کوانتومی، اُپتیک کوانتومی، شیمی کوانتومی، نظریه اطلاعات کوانتومی | فوتون، اتم، مولکول، پراش، نور، موج الکترومغناطیسی، لیزر، قطبش، خط طیفی، اثر کازیمیر |
| فیزیک ذرات                  | فیزیک هسته‌ای، اخترفیزیک هسته‌ای، اخترفیزیک ذره‌ای، پدیدارشناسی فیزیک ذره‌ای | مدل استاندارد، نظریه کوانتومی میدان، الکترودینامیک کوانتومی، کرومودینامیک کوانتومی، نظریه الکتروضعیف، نظریه میدان مؤثر، نظریه میدان شبکه، نظریه پیمانه‌ای شبکه، نظریه پیمانه‌ای، ابرتقارن، نظریه وحدت بزرگ، نظریه ریسمان، نظریه ابرریسمان، نظریه-م | نیروهای پایه در فیزیک (گرانشی، الکترومغناطیسی، ضعیف و قوی)، ذرات بنیادی، فیزیک بنیادی، اسپین، ضدماده، شکست تقارن خودبخود، نوسان نوترینو، مکانیسم الاکلنگی، پوسته، ریسمان، گرانش کوانتمی، نظریه همه چیز، انرژی خلاء |
| فیزیک ماده چگال             | فیزیک حالت جامد، فیزیک فشاربالا، فیزیک دما پایین، فیزیک سطح، نانو اندازه، فیزیک پلیمر، فیزیک ماده چگال نرم | مکانیک کوانتومی، نظریه بی‌سی‌اس، موج بلاخ، گاز فرمی، مایع فرمی، نظریه بس ذره‌ای | حالت‌های ماده (گاز، مایع، جامد، چگالش بوز-اینشتین، ابررسانایی، ابرشاره)، رسانایی الکتریکی، مغناطیس، خودسامان‌دهی، اسپین                                                                                              |
| فیزیک کاربردی               | فیزیک شتاب‌دهنده‌ها، آکوستیک، زیست‌فیزیک، فیزیک شیمی، فیزیک ارتباطات، فیزیک اقتصاد، فیزیک مهندسی، دینامیک شاره‌ها، ژئوفیزیک، فیزیک مواد، فیزیک پزشکی، بیوفیزیک، نانوتکنولوژی، اُپتیک، شیمی فیزیک، فیزیک شمارش، فیزیک پلاسما، دستگاه‌های حالت جامد، شیمی کوانتومی، الکترونیک کوانتومی، نظریه اطلاعات کوانتومی، دینامیک خودرو | | |

### عمومی (به زبان‌های دیگر)
- Physics2005.org وبگاه سال جهانی فیزیک ۲۰۰۵
- A Century of Physics بایگانی‌شده  در ۶ ژوئن ۲۰۱۴ توسط Wayback Machine دربارهٔ تاریخ فیزیک
- PSI.ir وبگاه انجمن فیزیک ایران
- IPM.ir وبگاه مرکز تحقیقات فیزیک نظری و ریاضیات (پژوهشگاه دانشهای بنیادی)
- AIP.org وبگاه بنیاد فیزیک آمریکا
- EPS.org وبگاه انجمن فیزیک اروپا
- IOP.org بایگانی‌شده  در ۲۱ مه ۲۰۱۹ توسط Wayback Machine وبگاه بنیاد فیزیک
- IYPT.com وب گاه مسابقات جهانی فیزیک